# 额尔古纳河
额尔古纳河（羅馬化：Ürgene gol），清代也作额尔古讷河（穆麟德轉寫：ergune bira），俄罗斯称阿尔贡河（羅馬化：reká Argúnʹ），是位于中国内蒙古自治区呼伦贝尔盟和俄罗斯联邦外貝加爾邊疆區之间的一条河流，自南偏西流向北偏东，蜿蜒在呼伦贝尔草原上。额尔古纳河和俄罗斯境内的石勒喀河交汇后形成黑龙江。
主源发源于大兴安岭的海拉尔河从东面汇入额尔古纳河，次源是发源于蒙古国的克鲁伦河，注入位于呼伦贝尔盟境内的呼伦湖，由呼伦湖北岸的新开河（流至中俄国界称扎兰鄂罗木河）从西面汇入额尔古纳河。扎兰鄂罗木河是一条调节湖水的吞吐性河流，海拉尔河水位高于呼伦湖时湖水注入呼伦湖，反之则呼伦湖水外流，经额尔古纳河下泄，成为额尔古纳河水源的一部分。之后在额尔古纳市西部根河流入额尔古纳河。以发源于内蒙古东部大兴安岭吉勒老奇山西麓的海拉尔河为源，到与石勒喀河交汇处为止，额尔古纳河全长1620公里，其中海拉尔河622公里。，全长1400余公里。额尔古纳河总流域面积15万平方公里。有1815条支流。额尔古纳河和斡难河、克鲁伦河同时被称为蒙古人的摇篮。亦被视为蒙古族的母亲河。从1689年《中俄尼布楚条约》签定至今，额尔古纳河一直是中国与俄罗斯的界河。

## 备注
1. ↑  “额尔古纳”为蒙古语音译，意为“逞送”、“奉献”[1]。